# Lefebvrea tenuis
Lefebvrea tenuis là một loài thực vật có hoa trong họ Hoa tán. Loài này được (C.C. Towns.) P. Winter mô tả khoa học đầu tiên năm 2008.